# Route départementale 2 (Puy-de-Dôme)
Pour les articles homonymes, voir Route départementale 2.
La route départementale 2, ou RD 2, est une route départementale du Puy-de-Dôme reliant Pont-du-Château à Nohanent.

## Descriptif
La RD 2 passe par le nord de Clermont-Ferrand.
http://www.openstreetmap.org/browse/relation/1850317

## Communes
Les communes traversées sont :
- Pont-du-Château
- Malintrat
- Gerzat
- Cébazat
- Blanzat
- Sayat
- Nohanent

## Intersections
- À Pont-du-Château, la RD 1093 (proche de la RD 2089).
- À Gerzat, la RD 210 et la RD 772 depuis Clermont-Ferrand (à proximité de l’A71/A89).

- À Cébazat, la RD 2009 (échangeur) depuis Riom ou Clermont-Ferrand.

- Toujours à Cébazat, la RD 21 depuis Montferrand ; elle passe près des Côtes de Clermont.

- À Blanzat, la RD 796 va en direction de Malauzat, où elle rencontre la RD 402.
- Entre Sayat et Nohanent, la RD 762 relie du nord au sud Sayat au nord-ouest de Clermont-Ferrand. Le tracé de la RD 2 ne devrait pas être confondu avec cette dernière.

## Trafic
- Ouest de Blanzat : 7 545 véhicules par jour
- entre Cébazat et Gerzat : 14 853 véhicules par jour
- Malintrat : 4 322 véhicules par jour (moyenne 2006)[1].